# Biais d'impact
 (juillet 2018).
Si vous disposez d'ouvrages ou d'articles de référence ou si vous connaissez des sites web de qualité traitant du thème abordé ici, merci de compléter l'article en donnant les références utiles à sa vérifiabilité et en les liant à la section « Notes et références ».
Dans la psychologie de la projection affective[Quoi ?], le biais d'impact, une des formes du biais de durabilité, est la tendance pour les gens à surestimer la durée ou l'intensité de leurs futures émotions.

## Exemple
- Si vous ne connaissez pas le sujet, laissez ce bandeau (vous pouvez alors contacter les auteurs).
- Si vous supprimez le contenu mis en cause (vous pouvez préalablement contacter les auteurs),

argumentez précisément cette suppression dans la page de discussion
(un manque de référence n'est pas un argument ; une recherche réelle de référence doit avoir été effectuée, être formellement documentée).
Dans Gilbert et coll., 1998, il y avait une étude menée sur des individus qui participent à un entretien d'embauche. Les participants ont été séparés en deux groupes ; celui de décision injuste (où la décision d'être embauché a été laissée à un seul étudiant en MBA avec pour seule autorité l'écoute de l'interview) et celui de décision équitable (où la décision a été prise par une équipe d'étudiants de MBA qui avait, de façon indépendante, et à l'unanimité, décidé du sort de la personne interrogée). Alors, certains participants ont été choisis pour prédire comment ils se sentiraient s'ils étaient choisis ou non pour l'emploi immédiatement après avoir appris qu'ils étaient embauchés ou virés, et puis ils avaient du prédire comment ils se sentaient dix minutes après avoir entendu les nouvelles. À la suite de l'entrevue, tous les participants ont reçu une lettre les informant qu'ils n'avaient pas été sélectionnés pour le travail. Tous les participants ont ensuite été priés de remplir un questionnaire pour préciser leur niveau de bonheur. Puis, après une attente de dix minutes, le chercheur a remis à tous les participants un autre questionnaire demandant une nouvelle fois leur niveau de bonheur.
Les prédictions faites par les participants des groupes injuste et équitable étaient les mêmes au sujet de la façon dont ils se sentent immédiatement après avoir entendu les nouvelles, ainsi que dix minutes plus tard. Les deux groupes ont précisément prédit comment ils se sentiraient immédiatement après avoir entendu les nouvelles L'étude a montré que les deux groupes se sentait beaucoup mieux que ce qu'ils avaient prévu au départ, dix minutes plus tard, démontrant le biais d'impact.

## Causes
- Si vous ne connaissez pas le sujet, laissez ce bandeau (vous pouvez alors contacter les auteurs).
- Si vous supprimez le contenu mis en cause (vous pouvez préalablement contacter les auteurs),

argumentez précisément cette suppression dans la page de discussion
(un manque de référence n'est pas un argument ; une recherche réelle de référence doit avoir été effectuée, être formellement documentée).
Les explications de la présence du biais d'impact incluent la chose suivante :
- Fausse interprétation des événements à venir : En prévoyant la façon dont une expérience aura un impact sur nous émotionnellement, des événements qui n'ont pas été expérimentés sont particulièrement difficiles. Souvent, la façon dont nous pensons qu'un événement peut être ne correspond pas à la façon dont l'expérience est véritablement.
- Théories inexactes : Les gens ont créé des théories culturelles et des expériences qui influencent grandement les croyances sur la façon dont un événement va nous affecter. Par exemple, notre culture a mis l'accent sur la corrélation entre la richesse et le bonheur, cependant, malgré cette croyance ; l'argent ne fait pas forcément le bonheur.
- Distorsions motivées : Lorsqu'ils sont confrontés à un événement négatif, les gens peuvent avoir des prévisions qui sont surestimées et peuvent alors évoquer confort ou peur. La surestimation peut cependant souvent être utilisée pour adoucir les effets d'un événement ou le rendre plus facile par une réalité qui ne serait pas aussi extrême que l'impact prédit.
- Sous-correction (d'ancrage et d'ajustement) : Les gens ancrent leur prédiction sur la façon dont ils se sentent actuellement et n'ajustent jamais précisément leur prédiction
- Ancrage : Souvent, lors d'une prédiction de l'impact d'un événement les personnes se concentrent uniquement sur l'événement en question. Cela ne tient pas compte du fait qu'au fil du temps, d'autres événements influenceront le bonheur.
- Négligence inviolable : Nous avons des processus psychologiques inconscients comme la défense d'ego, des réductions de dissonance, des biais égoïstes, etc. qui atténueront les effets d'un événement négatif.

## Développement chez les enfants
Des données récentes suggèrent que les enfants de 3, 4 et 5 ans montrent un biais d'impact par l'intensité de leur futures émotions négatives, mais pas par leur futures émotions positives,.